# NGC 2732
NGC 2732 (другие обозначения — UGC 4818, MCG 13-7-16, ZWG 350.13, PGC 25999) — линзообразная галактика (S0) в созвездии Жирафа. Открыта Джоном Гершелем в 1828 году.
Галактика наблюдается практически с ребра и имеет выраженную дисковую составляющую. Отношение массы к светимости в галактике возрастает к центру. Галактика имеет несколько спутников, звездообразование в ней шло с приблизительно постоянным темпом и завершилось 5 миллиардов лет назад. Средний возраст звездного населения диска составляет 8 миллиардов лет, а его характерная толщина составляет 0,5 килопарсек, по этому параметру он занимает промежуточное положение между тонкими и толстыми дисками.
Этот объект входит в число перечисленных в оригинальной редакции «Нового общего каталога».